# 牛車大遷徙

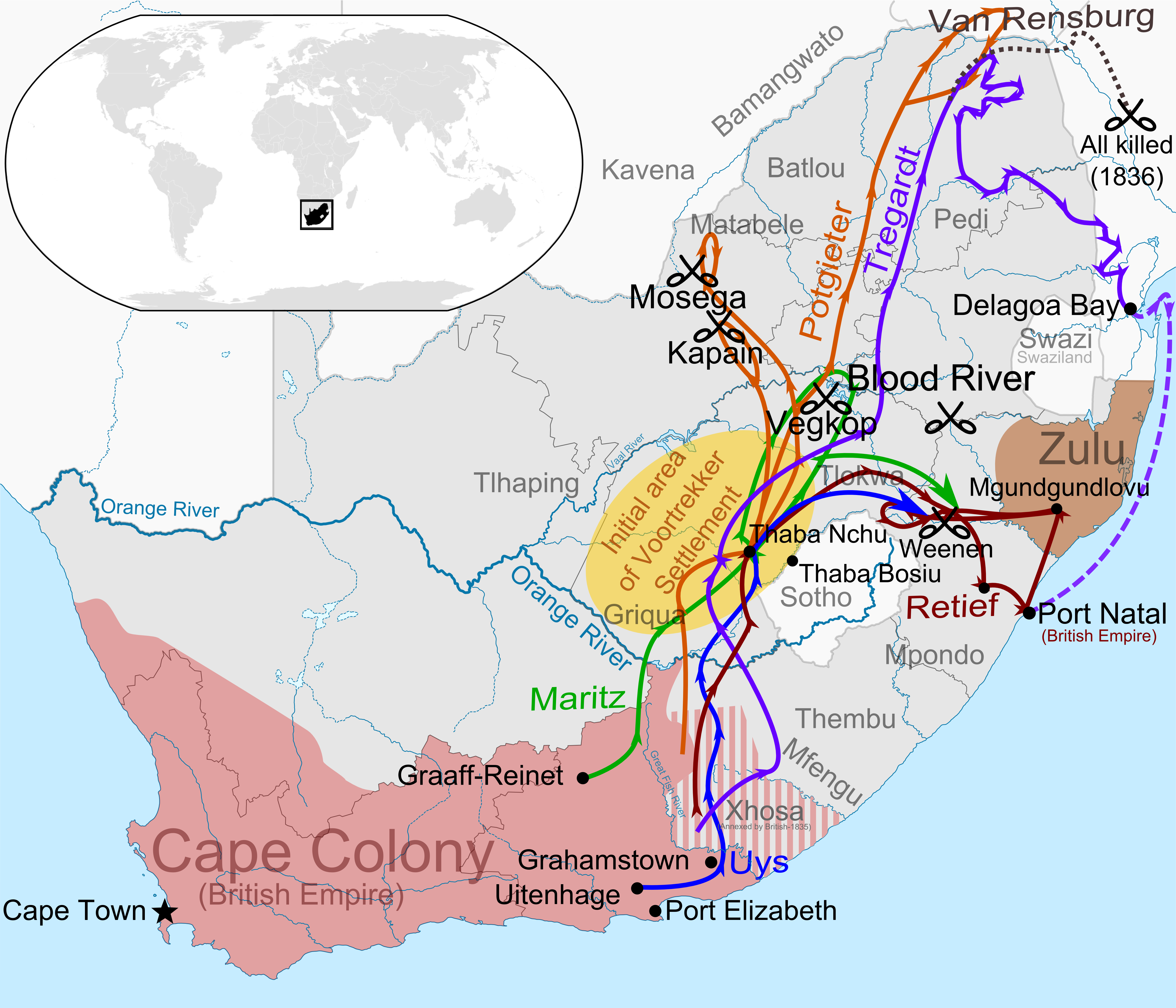
這幅地圖描繪第一波牛車大遷徙（1835年至1840年）中幾條較大的遷徙路線以及關鍵的戰鬥與事件。
路易斯·特雷加特的路線（1833年至1838年）。
1839年，特雷加特遷徙的倖存者從海上撤離。
范·倫斯堡與特雷加特分開後的路線。
亨德里克·波特希特的遷徙、徵戰及偵察路線。
赫里特·馬里茨的路線。
皮特·雷蒂夫的路線，包括與他的隨行人員的任務。
皮特·厄伊斯的路線。

牛車大遷徙是指南非的荷蘭語定居者向東部地方遷移，他們從1836年開始在開普殖民地乘坐牛車前往現代南非的內陸，尋求脫離在開普的英國殖民統治。開普的原始歐洲定居者（統稱為布爾人）與大英帝國的農村後裔之間的緊張關係促使了牛車大遷徙的出現。該場遷徙也反映了個別布爾人社區越來越希望從開普敦發展中的行政復雜性中尋求孤立主義和半游牧生活方式的趨勢。參與牛車大遷徙的布爾人認為自己是“先民”（Voortrekkers），在荷蘭語及南非語中意思是“開拓者”、“探路者”。
牛車大遷徙直接促使南非共和國（亦簡稱為德蘭士瓦）、奧蘭治自由邦以及納塔利亞共和國等幾個自治的布爾共和國建立起來。這些國家是使北恩德貝萊人流離失所的原因，也是影響祖魯王國衰落及崩潰的幾個決定性因素之一。

## 背景

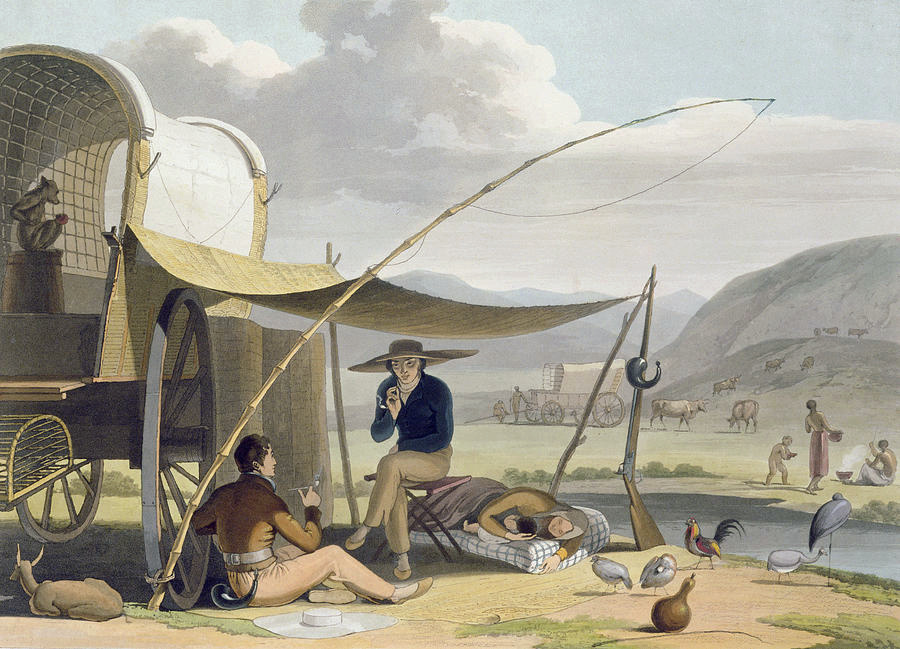
塞繆爾·丹尼爾創作的《製作營地的遊牧布爾人》（1804年）。

歐洲人在荷蘭東印度公司的支持下首先在好望角定居，該公司於1652年在那裡建立了一個補給站，為其向外的船隊提供新鮮的食物與港口，亦能供船員在從歐洲到亞洲的漫長海上旅程中休憩。不少東印度公司僱員均會於服務合同結束後留在荷屬開普殖民地境內，結果在短短幾十年內，開普敦已成為擁有大量“自由人”（Vrijlieden）的地區。由於當時開普敦定居點的主要目的是為荷蘭船隻提供庫存，因此東印度公司會在僱員願意種植穀物的條件下向他們提供農田補助，並將這些僱員從合同中解除，以節省工資。“自由公民”獲得十二年的免稅資格，而東印度公司亦會給予他們要求的種子與農具。這些人為已婚的荷蘭公民，東印度公司視他們具備“良好品格”，且“自由公民”需承諾在非洲大陸度過至少二十年的時間。為了反映東印度公司工作人員的多民族性質，一些德國士兵和水手也獲得“自由公民”的身份，到了1688年，荷蘭政府更贊助東印度公司在開普敦重新安置一百多名法國胡格諾派難民。結果在1691年，殖民地內超過四分之一的歐洲人口都不是荷蘭人。然而，透過通婚，歐洲人口進行了一定程度上的文化同化，而他們亦幾乎普遍採用荷蘭語。在社會及經濟方面，分裂更有可能發生；從廣義上來說，開普殖民者可分為直接在邊境定居的貧窮農民布爾人，以及更富裕、主要生活城市內的開普荷蘭人。
繼法蘭德斯戰役以及阿姆斯特丹的巴達維亞革命之後，法國在荷蘭土地上協助建立了親法的附庸國巴達維亞共和國。這等於開放了開普給法國軍艦。為了保護自己繁榮的海上航線，英國以武力佔領了剛剛起步的殖民地，直至1803年。從1806年到1814年，開普作為英國的一個軍事附屬地被統治，其對皇家海軍的唯一重要性是該地與印度海上交通的戰略關係。基於《巴黎條約》，英國在1815年左右正式承擔開普殖民地永久性的行政控制權。

### 原因
在英國開始統治時，開普殖民地佔地260,000平方（100,000平方英里），約有26,720名歐洲人後裔居住，其中相對多數人來自荷蘭。只有四分之一左右具德國血統，約六分之一是法國胡格諾派的後裔，但當中大多數人自1750年左右已開始說法語。定居者擁有30,000名非洲與亞洲奴隸，以及大約17,000名原住民科伊桑人。定居者——尤其是布爾人與新政府之間的關係迅速惡化。英國當局堅決反對布爾人對奴隸的所有權，以及他們對原住民過分嚴苛的待遇。
英國政府堅持要求開普殖民地通過自行徵稅來資助自己的事務，這種做法對開普敦的布爾人及荷蘭商人來說都是陌生的。1815年，一名白人農民因涉嫌毆打他的一名僕人而遭到逮捕，這引起了爭議，並導致屠夫峽谷叛亂失敗。作為報復，英國處死了至少五名參與起義的布爾人。1828年，開普殖民地總督宣布，除了奴隸外的所有當地居民，在安全及財產所有權方面，與定居者平等地擁有“公民”的權利。這使殖民地內白人的影響力進一步下降。1820年代末至1830年代初期，在官方強制執行英語的情況下，布爾人對英國行政人員的怨恨持續增長。英語取代了荷蘭語作為開普敦司法和政治體系中使用的語言，使布爾人處於不利地位，因為大多數布爾人很少、甚至不說英語。
1834年，英國決定在所有殖民地廢除奴隸制，這尤其加劇了英國對布爾人的疏遠。在開普殖民地總督處登記的所有35,000名奴隸都將被釋放，並享有與其他公民同等的權利，但在大多數情況下，他們的主人可以保留他們作為學徒直到1838年。許多布爾人，尤其是那些從事糧食與葡萄酒生產的人，都依賴奴隸勞動；例如當時在斯泰倫博斯附近的94%白人農民都擁有奴隸，其奴隸規模大小與他們的產量息息相關。英國政府有提供補償，但必須前往倫敦才能收到付款，當時很少布爾人擁有這筆旅行的資金。
布爾人認為英國對他們的生活方式進行毫無根據的侵擾，社區內的一些布爾人開始考慮出售他們的農場，並深入南非未探索的內陸，進一步搶佔土地以完全獨立於英國統治。其他人——尤其是一群追求半游牧牧業活動的遊牧布爾人，對英國政府明顯不願意或無力將開普殖民地的邊界向東擴展，為他們提供更多優質牧場與經濟機會而感到沮喪。他們決定獨自遷徙到殖民地的邊界。

### 異議
英國並沒有採取甚麼措施來阻止牛車大遷徙，但依然對這場運動持懷疑態度。英國政府最初認為，在非洲南部偏遠的內陸地區，遷徙中的布爾人與他們所遇到的班圖人之間的衝突需要昂貴的軍事干預。然而，開普當局認為不值得直接承擔追捕定居者，並試圖對那些故意捨棄他們的人施加「不受歡迎」治理制度中所付出的人力物力成本與風險。一些官員甚至擔心布爾人必定遇上的部落是否會被他們奴役，或以其他方式淪為赤貧狀態。
牛車大遷徙在定居者中也並非普遍受歡迎的。有12,000人左右參與了遷移，這人數只佔當時殖民地內約五分之一的荷蘭語白人。大多數布爾人所屬的荷蘭歸正教會表明拒絕支持牛車大遷徙。儘管他們對英國人充滿敵意，但亦有些布爾人還是自願選擇留在開普殖民地。
就其本身而言，獨特的開普荷蘭人社區已接受了英國的統治；其中許多人甚至認為自己是忠誠的英國臣民，對英國文化有著特殊的感情。此外，開普荷蘭人的城市化程度也更高，因此不太可能容易像在農村的布爾人那樣有著同樣的不滿與考慮。

## 探索遷徙到納塔爾
1832年1月，安德魯·史密斯博士（英國人）和威廉·伯格（布爾人農民）將納塔爾視為潛在的解決方法。在回到開普之後，史密斯非常熱情，而伯格對影響布爾人的討論來說是至關重要的。伯格聲稱納塔爾是一片農業品質優良、灌溉良好，而且幾乎沒有居民的土地。
1834年6月，埃滕哈赫和格拉罕鎮的布爾領導人討論成立一個Kommissietrek或“遷徙委員會”來訪問納塔爾，並評估其作為開普布爾人的新家園的潛力，他們不再對英國在開普敦的統治抱有幻想。彼得·烏伊斯被選為遷徙領袖。1834年8月初，揚·格里森從格拉夫-里內特出發前往220公里外的格拉罕鎮，為期三週。1834年8月下旬，揚·班傑斯到達格拉罕鎮，與烏伊斯接觸並作出介紹。
1834年6月，揚·格里森·班傑斯在格拉夫-里內特聽說探索遷徙到納塔爾港，在父親伯納德·路易斯·班傑斯的鼓勵下，他向烏伊斯表示有參與這次偉大探險的興趣。班傑斯希望幫助重建布爾人相對於荷蘭人的獨立性，並擺脫在開普的英國法律。班傑斯是一位受過良好教育的年輕人，能說流利的荷蘭語和英語，在該地區廣為人知。由於這些能力，烏伊斯邀請班傑斯加入他。隨著旅程的展開，班傑斯的寫作技巧在記錄事件時是非常重要的。
1834年9月8日，包括二十名男子、一名女子和一名有色人隨從的Kommissietrek，分別乘坐14輛馬車從格拉罕鎮出發前往納塔爾。他們穿過東開普省，受到與鄰近祖魯國王丁岡·辛贊格科納有爭議的科薩人歡迎，他們毫髮無傷地進入了納塔爾。
遷徙避開了沿海路線，保持在較為平坦地形的內陸裏移動。Kommissietrek從東格里夸蘭和伊索波穿過姆塔姆烏那河和烏姆科馬斯河的上游區域前往納塔爾港。由於地形崎嶇，加上夏季的雨量使許多河流的水位達到最大值，導致旅途緩慢。需要幾天才能找到最適合的道路。最後，經過數周令人難以置信的辛勞後，一小群人穿過康格拉河和沿海森林進入海灣地區，並抵達納塔爾港。他們從格拉罕鎮出發，總行程約650公里。這次旅程使用行駛緩慢的牛車，需要大約5個月至6個月才能抵達。他們尚未發現通過肯爾肯恩伯格來進入納塔爾德拉肯斯堡的路線。
經過漫長而疲憊不堪的旅程後，他們於1835年2月抵達納塔爾港悶熱的海灣。在那裡，如詹姆斯·科里斯等少數英國獵人和象牙交易員很快便對遷徙張開雙臂歡迎，英國皇家海軍艦船Clinker的前指揮官——半無效牧師艾倫·弗朗西斯·加德納決定在此開設一個宣教站。在布爾人與英國雙方進行交流後，該一群人決心定居並邀請迪克·金成為他們的嚮導。
布爾人選擇在現今德班地區的格雷維爾賽馬場建立了他們的湖泊營地，因為這裡適合放牧牛和馬，而且離海灣裡覓食的河馬很遠。